# Jana Vollmer
Jana Vollmer neé Pechová (Mladá Boleslav, Tsjecho-Slowakije, 5 mei 1973) is een voormalige Tsjechische en Duitse volleyballer en beachvolleyballer. In de zaal speelde ze voor de nationale teams van Tsjecho-Slowakije, Tsjechië en Duitsland. Op het strand won ze namens Duitsland twee zilveren medailles bij de Europese kampioenschappen beachvolleybal.

## Carrière

### Zaal
Vollmer speelde gedurende de seizoenen 1991/92 en 1992/93 voor de Italiaanse club Pallavolo Sirio Perugia met wie ze in 1992 de Italiaanse beker won. In 1993 won ze met de Tsjechische ploeg in eigen land zilver bij het Europees kampioenschap achter Rusland. Het jaar daarop maakte ze deel uit van de selectie die in Brazilië negende werd bij het wereldkampioenschap.

### Strand
Vollmer begon haar beachvolleybalcarrière in 1997 voor Duitsland. Met Ines Pianka won ze in 1998 de zilveren medaille bij de Duitse kampioenschappen achter Ulrike Schmidt en Gudula Staub en debuteerde ze bij het Open-toernooi van Marseille in de FIVB World Tour. Het jaar daarop behaalde het duo een dertiende plaats bij het toernooi van Acapulco. In 2000 won Vollmer met Danja Müsch in Getxo zilver bij de Europese kampioenschappen achter het Italiaanse tweetal Laura Bruschini en Annamaria Solazzi. Het daaropvolgende seizoen speelde ze drie internationale wedstrijden met Ulrike Schmidt met een dertiende plaats in Gstaad als beste resultaat. Van 2002 tot en met 2004 vormde Vollmer een team met Andrea Ahmann. Hun eerste jaar namen ze deel aan negen toernooien in de World Tour. In Vitória noteerde Vollmer met een negende plaats haar eerste toptienklassering in de internationale competitie. Bij de EK in Bazel eindigden ze eveneens als negende. In de tweede ronde verloren ze van Eva Celbová en Soňa Dosoudilová uit Tsjechië en in de derde wedstrijd van de herkansingen werden ze uitgeschakeld door het Zwitserse tweetal Nicole Schnyder-Benoit en Simone Kuhn.
In 2003 deden Vollmer en Ahmann mee aan tien reguliere FIVB-toernooien. Bij de Grand Slam van Klagenfurt bereikte het duo voor het eerst de kwartfinale van een mondiaal toernooi en eindigden ze als vijfde. Bij de EK in Alanya wonnen ze de zilveren medaille achter hun landgenoten Stephanie Pohl en Okka Rau en in eigen land werden ze tweede bij de nationale kampioenschappen achter Ines Pianka en Tonya Williams. In Rio de Janeiro namen Vollmer en Ahmann deel aan de wereldkampioenschappen. Daar gingen ze als groepswinnaar door naar de zestiende finale, waar ze werden uitgeschakeld door Schnyder-Benoit en Kuhn. Het jaar daarop kwam het duo bij tien internationale toernooien in actie met een vijfde plaats de Grand Slam van Berlijn als beste resultaat. Bij de EK in Timmendorfer Strand bereikten ze de kwartfinale, waar ze werden uitgeschakeld door de Italianen Lucilla Perrotta en Daniela Gattelli. In 2005 nam Vollmer met Pianka deel aan de WK in Berlijn. Ze verloren in de eerste ronde van de Finse zussen Erika en Emilia Nyström en werden in de tweede ronde van de herkansing uitgeschakeld door Ethel-Julie Arjona en Virginie Kadjo uit Frankrijk.

## Palmares
Zaal
- 1992:  Italiaanse beker
- 1993:  EK
- 1994: 9e WK

Strand
- 1998:  NK
- 2000:  EK
- 2003:  NK
- 2003:  EK

## Persoonlijk
Vollmer is getrouwd met de Duitse volleybalcoach Andreas Vollmer.